# Джефферсон Девіс
Джефферсон Фініс Девіс (англ. Jefferson Finis Davis, 3 червня 1808 — 6 грудня 1889) — американський політик, перший і єдиний президент Конфедеративних Штатів Америки (у 1861–1865), лідер Півдня під час Громадянської війни в США.

## Дитинство і юність
Джефферсон Девіс народився 3 червня 1808 в Фейрвью, округ Крістіан, Кентуккі, і був останньою — десятою — дитиною у своїх батьків. Родина Девіса кілька разів переїздила з місця на місце, поки, нарешті, не влаштувалася в Міссісіпі.
Протестант за віросповіданням, Девіс закінчив католицьку школу імені святого Томи Аквінського, що знаходилася в Кентуккі.
Після школи Девіс закінчив Джефферсонівський коледж в Міссісіппі і Трансільванський університет в Кентуккі.
У 1824 Девіс вступив до військової академії Вест-Пойнт, яку закінчив у 1828 році і був визначений у 1-й піхотний полк у званні другого лейтенанта.

## Військова кар'єра
Наступні сім років він займав різні армійські посади на північному заході, в 1832 взяв участь у війні Чорного Яструба. 4 березня 1833 отримав звання першого лейтенанта 1-го драгунського полку. 30 червня 1835 він звільнився з армії.
У 1835 він одружився з дочкою майбутнього президента США Закарі Тейлора, але вона померла через три місяці. Наступні десять років Девіс провів у відносному спокої на своїй плантації в Міссісіпі.
Біографи Девіса люблять розповідати про те, як він управляв своєю плантацією — наглядачем у нього служив відданий йому раб, а всі провини негрів розглядав спеціальний суд, також складався з рабів і мав владу прощати і карати.
Рабам дозволялося мати власні городики, овочі з яких могли йти на продаж, гроші при цьому залишалися у раба-власника городу. І, тим не менш, Девіс залишався прихильником рабства.
У 1845 він одружився вдруге, на внучці губернатора Міссісіпі Варіній Хоуелл. Тоді ж почалася його політична кар'єра.
У 1845 його обрали членом Палати Представників Конгресу США від Міссісіпі, але в червні 1846 він подав у відставку, щоб прийняти командування полком Міссісіпі в Мексиканській війні. Під командуванням Закарі Тейлора він відзначився при облозі Монтеррея і в битві при Буена Віста.

## Політична кар'єра в США
У 1847 Девіса призначили сенатором в Конгрес США від штату Міссісіпі на заміщення вакантного місця.
Через чотири роки він вирішив балотуватися на пост губернатора Міссісіпі в конкуренції з іншим сенатором від штату Міссісіпі, своїм заклятим ворогом, Вігом Генрі С. Футом. Девіс твердо відстоював права Півдня і виступав за розширення рабовласницької території та економічний розвиток Півдня, щоб протистояти владі Півночі. Він програв вибори з розривом менше ніж у тисячу голосів, і віддалився на свою плантацію, поки в 1853 президент Франклін Пірс не призначив його міністром оборони.
Під час своєї служби у військовому департаменті Девіс підтримував захоплення Куби, сприяв продовженню будівництва на південь трансконтинентальної залізниці, сприяючи тим самим покупці Гадсден.
Знову ставши членом Сенату в 1857 році, Девіс представляв південний антисецесійний блок і неодноразово виступав з промовами на підтримку Союзу. Але коли пожежа сецесії розгорілася, і його рідний штат Міссісіпі вийшов з Союзу, слідом за ним з Союзу вийшов і Девіс.
21 січня 1861 він оголосив про складання з себе повноважень конгресмена США.

## Президент Конфедерації
Його відразу ж призначили генерал-майором міліції Міссісіпі, а через якийсь час, обрали главою тимчасового уряду Конфедерації, створеного за рішенням конвенту в Монтгомері, Алабама, і він вступив на посаду в лютому 1861 року.
Згідно з рішенням Конгресу США Девіс призначив Мирну комісію, яка в березні вирушила до Вашингтона з пропозицією викупити всю федеральну власність на території Півдня і південну частину національного боргу. Дана акція не мала успіху, і 12 квітня 1861 почалася Громадянська війна.
У травні уряд Конфедерації переїхав у Річмонд, Вірджинія. Девіс із родиною оселився в резиденції губернатора штату, що стала «Білим домом» Конфедерації. У листопаді 1861 його обрали Президентом Конфедеративних Штатів. Інавгурація відбулася 22 лютого 1862 року.
Девіс розумів, що ведення війни вимагало сильного централізованого керівництва Конфедерацією. Але це йшло врозріз з політикою захисту прав штатів, заради якої Південні штати вийшли із Союзу, і в міру того, як він брав на себе всі великі повноваження, багато південних лідерів об'єднувалися в антидевісовську партію.
Спочатку покладаючись більше на військове, ніж цивільне управління Конфедерацією, Девіс жорстко контролював армію і часто вступав в конфлікти з генералами Конфедерації; суперечки про його політику вирували ще довгий час після загибелі Конфедерації.
Самостійно визначаючи стратегію оборони південної території, Девіс, як вважають історики, здійснив кілька великих помилок — зокрема не звертав достатньої уваги на важливий Західний театр, дозволивши федералам заволодіти річкою Міссісіпі і розколоти Конфедерацію надвоє, дозволив генералу Роберту Лі двічі вторгнутися на Північ і вельми безвідповідально підходив до призначення командувачів арміями. Єдина кандидатура, з якою Девіс не помилився — генерал Лі як командувач Південновірджинською армією, і наприкінці війни — головнокомандувач армією Конфедерації.

## Повоєнне життя
9 квітня 1865 генерал Лі підписав акт капітуляції без згоди Девіса. Після останнього засідання уряду Конфедерації в квітні 1865 в місті Шарлотт, Північна Кароліна, Девіса заарештували в Ірвінвіллі, Джорджія. Він провів в ув'язненні у форті Монро 2 роки, після чого в травні 1867 його звільнили під заставу. Заставу за нього внесли представники як Півночі, так і Півдня.
Перебуваючи в ув'язненні, Девіс зумів продати свою Міссісіпську плантацію своєму колишньому рабу Бену Монтгомері, талановитому механіку і винахідникові, розбагатілому на власному магазині.
Після звільнення він відвідав Канаду і Європу, написав спогади «Виникнення і падіння Уряду Конфедерації» (1881) (у яких він виступав на захист своїх поглядів з приводу Конфедерації), служив президентом страхової компанії і навіть був знову обраний до Сенату США. Прийняти останню посаду йому не дозволила 14-а поправка до Конституції США, що забороняла особам, які порушили присягу на вірність США і перейшли на службу Конфедерації, займати державні посади. Ця заборона стосовно Девіса і Роберта Лі була знята тільки через сторіччя після їх смерті, в часи президентства Джиммі Картера.
Джефферсон Девіс помер 6 грудня 1889 у своєму будинку в Новому Орлеані. Його тіло цілодобовим пішим маршем було доставлено до Північної Вірджинії і поховано на кладовищі Metairie (Мітайрі). У 1893 р. дружина Девіса вирішила перепоховати його. Тіло Девіса було ексгумоване, доставлене в Річмонд і з почестями віддано землі на кладовищі Холлівуд-Семетрі. При перепохованні тіло на один день виставлялося для прощання в Новому Орлеані.